# AFCチャンピオンズリーグ2013 グループリーグ
AFCチャンピオンズリーグ2013 グループリーグ (AFC Champions League 2013 group stage)は、2013年2月26日から5月1日まで開催されたAFCチャンピオンズリーグ2013 本戦の第1ステージである。予選プレーオフを勝ち抜いた3チームと、直接本戦出場権を獲得した29チームの計32チームで行われる。各グループを勝ち抜いた16チームが決勝トーナメントへ進出する。

## 抽選
組み合わせ抽選会は2012年12月6日にクアラルンプールのAFCハウスにて行われた。
参加する32チームは4チームずつ8組に分かれる。同一協会に所属するチームが同じグループに入ることはない。グループステージはラウンドロビン方式で6試合を戦う。各対戦の勝者がグループステージに参加する。

括弧内の打ち消しされたクラブは抽選時のクラブである
| 地区   | グループ | 1                              | 2                                 | 3                        | 4                         |
| ------ | -------- | ------------------------------ | --------------------------------- | ------------------------ | ------------------------- |
| 西地区 | A        | アル・シャバブ                 | アル・ジャジーラ                  | トラークトゥール         | アル・ジャイシュ          |
| 西地区 | B        | レフウィヤ                     | アル・イテファク                  | パフタコール             | アル・シャバーブ(PO1勝者) |
| 西地区 | C        | セパハン                       | アル・ガラファ                    | アル・アハリ             | アル・ナスル (PO2勝者)    |
| 西地区 | D        | アル・アイン                   | エステグラル                      | アル・ラーヤン           | アル・ヒラル              |
| 東地区 | E        | FCソウル                       | ブリーラム・ユナイテッド(PO1勝者) | ベガルタ仙台             | 江蘇舜天                  |
| 東地区 | F        | 広州恒大                       | 全北現代モータース                | ムアントン・ユナイテッド | 浦和レッズ                |
| 東地区 | G        | サンフレッチェ広島             | 北京国安                          | 浦項スティーラーズ       | ブニョドコル              |
| 東地区 | H        | セントラルコースト・マリナーズ | 柏レイソル                        | 貴州人和                 | 水原三星ブルーウィングス  |

## 順位決定方法
各グループの上位2チームがラウンド16に進出する。勝ち点は勝利3、引き分け1、敗退0として計算を行う。各グループで勝ち点が同点のチームが2つ以上ある場合は、以下の順に比較して順位を決定する。
1. 当該チーム同士の対戦における、勝ち点の多少
2. 当該チーム同士の対戦における、得失点差(アウェイゴールは不適用)
3. 当該チーム同士の対戦における、ゴール数の多少(アウェイゴールは不適用)
4. 当該チームの全試合における、得失点差
5. 当該チームの全試合における、ゴール数の多少
6. ここまで参照し、それでも2クラブが差がつかず、さらにその両方が同じ試合会場にいる場合は、PK戦を行う。
7. 警告および退場処分になった回数をポイント化 (警告＝1ポイント、2回目の警告による退場＝3ポイント、いわゆる一発退場＝3ポイント、警告に続いて退場＝4ポイント)し、ポイントの少ない方を上位とする
8. 抽選

## グループステージ

### 西地区

#### グループA
| チーム           | 試 | 勝 | 分 | 敗 | 得 | 失 | 差 | 点 |
| ---------------- | -- | -- | -- | -- | -- | -- | -- | -- |
| アル・シャバブ   | 6  | 4  | 1  | 1  | 7  | 5  | +2 | 13 |
| アル・ジャイシュ | 6  | 3  | 2  | 1  | 14 | 9  | +5 | 11 |
| アル・ジャジーラ | 6  | 1  | 2  | 3  | 7  | 10 | −3 | 5  |
| トラークトゥール | 6  | 1  | 1  | 4  | 8  | 12 | −4 | 4  |

| 2013年2月26日 16:30 UTC+3:30 |

| トラークトゥール                                            | 3 - 1    | アル・ジャジーラ |
| セイド・サレヒ 36分 · カゼミヤン 60分 · エブラヒムザデ 80分 | レポート | マブフート 79分  |

| ヤデガレ・エマーム・スタジアム, タブリーズ 観客数: 69,839人 主審: 譚海 |

| 2013年2月26日 20:25 UTC+3 |

| アル・シャバブ                                 | 2 - 0    | アル・ジャイシュ |
| アンデルソン 33分 (o.g.) · アル＝ガムディ 39分 | レポート |                  |

| キング・ファハド国際スタジアム, リヤド 観客数: 7,361人 主審: アブドゥッラー・アル・ヒラリ |

| 2013年3月12日 18:30 UTC+3 |

| アル・ジャイシュ                               | 3 - 3    | トラークトゥール                                            |
| ワグネル 35分, 88分 · アドリアーノ 67分 (pen.) | レポート | パッション 24分 · セイド・サレヒ 51分 · ジェイウソン 90+2分 |

| アフメド・ビン＝アリー・スタジアム, アル・ラーヤン 観客数: 9,622人 主審: 西村雄一 |

| 2013年3月12日 19:30 UTC+4 |

| アル・ジャジーラ    | 1 - 1    | アル・シャバブ  |
| イスマーイール 55分 | レポート | ファラータ 44分 |

| ムハンマド・ビン・ザーイド・スタジアム, アブダビ 観客数: 13,450人 主審: ラフシャン・イルマトフ |

| 2013年4月2日 18:30 UTC+3 |

| アル・ジャイシュ                   | 3 - 1    | アル・ジャジーラ  |
| ワグネル 7分, 58分 · ユーセフ 17分 | レポート | ハーティル 45+3分 |

| アフメド・ビン＝アリー・スタジアム, アル・ラーヤン 観客数: 8,839人 主審: アンドレ・アル・ハッダード |

| 2013年4月2日 20:05 UTC+3 |

| アル・シャバブ      | 1 - 0    | トラークトゥール |
| アルシャムラニ 30分 | レポート |                  |

| キング・ファハド国際スタジアム, リヤド 観客数: 3,785人 主審: 金東進 |

| 2013年4月10日 19:40 UTC+4 |

| アル・ジャジーラ | 1 - 1    | アル・ジャイシュ  |
| バルガシュ 25分  | レポート | アドリアーノ 33分 |

| ムハンマド・ビン・ザーイド・スタジアム, アブダビ 観客数: 13,756人 主審: 李泯厚 |

| 2013年4月10日 20:15 UTC+4:30 |

| トラークトゥール | 0 - 1    | アル・シャバブ    |
|                  | レポート | タグリアブエ 84分 |

| ヤデガレ・エマーム・スタジアム, タブリーズ 観客数: 51,330人 主審: ヴァレンティン・コヴァレンコ |

| 2013年4月24日 18:30 UTC+3 |

| アル・ジャイシュ           | 3 - 0    | アル・シャバブ |
| ヒベイロ 3分, 82分, 90+3分 | レポート |                |

| アフメド・ビン＝アリー・スタジアム, アル・ラーヤン 観客数: 8,112人 主審: 佐藤隆治 |

| 2013年4月24日 19:45 UTC+4 |

| アル・ジャジーラ                     | 2 - 0    | トラークトゥール |
| オリヴェイラ 7分 · ハーティル 90+2分 | レポート |                  |

| ムハンマド・ビン・ザーイド・スタジアム, アブダビ 観客数: 13,246人 主審: ストレバー・デロフスキー |

| 2013年5月1日 20:20 UTC+3 |

| アル・シャバブ                                  | 2 - 1    | アル・ジャジーラ |
| アルシャムラニ 47分 · アッ＝スライティーン 80分 | レポート | ディアキ 30分    |

| キング・ファハド国際スタジアム, リヤド 観客数: 3,436人 主審: キム・サンウ |

| 2013年5月1日 21:50 UTC+4:30 |

| トラークトゥール       | 2 - 4    | アル・ジャイシュ                                            |
| ジェイウソン 3分, 66分 | レポート | アッ＝シード 48分 · バークール 52分, 71分 · コ・スルギ 83分 |

| ヤデガレ・エマーム・スタジアム, タブリーズ 観客数: 1,100人 主審: キム・ジョンヒョク |

#### グループB
| チーム           | 試 | 勝 | 分 | 敗 | 得 | 失 | 差 | 点 |
| ---------------- | -- | -- | -- | -- | -- | -- | -- | -- |
| レフウィヤ       | 6  | 3  | 2  | 1  | 10 | 7  | +3 | 11 |
| アル・シャバーブ | 6  | 3  | 0  | 3  | 8  | 9  | −1 | 9  |
| アル・イテファク | 6  | 2  | 1  | 3  | 6  | 5  | +1 | 7  |
| パフタコール     | 6  | 2  | 1  | 3  | 6  | 9  | −3 | 7  |

| 2013年2月26日 16:00 UTC+5 |

| パフタコール          | 1 - 0    | アル・イテファク |
| アブドゥハリコフ 73分 | レポート |                  |

| パフタコール・マルカジイ・スタジアム, タシュケント 観客数: 10,000人 主審: キム・ジョンヒョク |

| 2013年2月26日 18:00 UTC+3 |

| レフウィヤ                          | 2 - 1    | アル・シャバーブ |
| セバスティアン 20分 · ムサクニ 33分 | レポート | エジガル 10分    |

| ジャシム・ビン・ハマド・スタジアム, ドーハ 観客数: 3,193人 主審: アンドレ・アル・ハッダード |

| 2013年3月12日 19:15 UTC+4 |

| アル・シャバーブ | 0 - 1    | パフタコール        |
|                  | レポート | イスカンデロフ 85分 |

| マクトゥーム・ビン・ラーシド・アール・マクトゥーム・スタジアム, ドバイ 観客数: 815人 主審: アリ・アブドゥルナビ |

| 2013年3月12日 19:45 UTC+3 |

| アル・イテファク | 0 - 0    | レフウィヤ |
|                  | レポート |            |

| プリンス・モハメド・ビン・ファハド・スタジアム, ダンマーム 観客数: 2,471人 主審: 金東進 |

| 2013年4月3日 18:15 UTC+3 |

| レフウィヤ                                | 3 - 1    | パフタコール    |
| ディア 21分 · セバスティアン 84分, 90+1分 | レポート | ウルーノフ 40分 |

| ジャシム・ビン・ハマド・スタジアム, ドーハ 観客数: 3,414人 主審: 當麻政明 |

| 2013年4月3日 19:20 UTC+4 |

| アル・シャバーブ | 1 - 0    | アル・イテファク |
| マスード 81分    | レポート |                  |

| マクトゥーム・ビン・ラーシド・アール・マクトゥーム・スタジアム, ドバイ 観客数: 600人 主審: 東城穣 |

| 2013年4月9日 16:00 UTC+5 |

| パフタコール                           | 2 - 2    | レフウィヤ                         |
| ウルーノフ 26分 · トラオレ 55分 (o.g.) | レポート | セバスティアン 1分 · ムサクニ 68分 |

| パフタコール・マルカジイ・スタジアム, タシュケント 観客数: 8,900人 主審: 譚海 |

| 2013年4月9日 20:00 UTC+3 |

| アル・イテファク                                                  | 4 - 1    | アル・シャバーブ |
| バシール 16分, 71分 · アッ＝シェフリー 42分 · アッ＝サーレム 80分 | レポート | エジガル 51分    |

| プリンス・モハメド・ビン・ファハド・スタジアム, ダンマーム 観客数: 430人 主審: アブドゥッラー・アル・ヒラリ |

| 2013年4月24日 19:30 UTC+4 |

| アル・シャバーブ                                            | 3 - 1    | レフウィヤ    |
| オバイド 46分 · ジョシエル・シウヴァ 76分 · エジガル 90+2分 | レポート | ムサクニ 36分 |

| マクトゥーム・ビン・ラーシド・アール・マクトゥーム・スタジアム, ドバイ 観客数: 934人 主審: 李泯厚 |

| 2013年4月24日 20:10 UTC+3 |

| アル・イテファク                                | 2 - 0    | パフタコール |
| アッ＝シェフリー 24分 · アル＝ジャムアーン 41分 | レポート |              |

| プリンス・モハメド・ビン・ファハド・スタジアム, ダンマーム 観客数: 883人 主審: 高山啓義 |

| 2013年5月1日 19:00 UTC+3 |

| レフウィヤ                        | 2 - 0    | アル・イテファク |
| マルティン 12分 · ムフターハ 12分 | レポート |                  |

| ジャシム・ビン・ハマド・スタジアム, ドーハ 観客数: 2,114人 主審: アリ・アブドゥルナビ |

| 2013年5月1日 21:00 UTC+5 |

| パフタコール    | 1 - 2    | アル・シャバーブ                      |
| マハラーゼ 19分 | レポート | ダーヒー 1分 · マハラーゼ 64分 (o.g.) |

| パフタコール・マルカジイ・スタジアム, タシュケント 観客数: 8,556人 主審: モフセン・トーキー |

#### グループC
| チーム         | 試 | 勝 | 分 | 敗 | 得 | 失 | 差 | 点 |
| -------------- | -- | -- | -- | -- | -- | -- | -- | -- |
| アル・アハリ   | 6  | 4  | 2  | 0  | 16 | 8  | +8 | 14 |
| アル・ガラファ | 6  | 3  | 1  | 2  | 13 | 11 | +2 | 10 |
| セパハン       | 6  | 3  | 0  | 3  | 12 | 13 | −1 | 9  |
| アル・ナスル   | 6  | 0  | 1  | 5  | 7  | 16 | −9 | 1  |

| 2013年2月27日 19:30 UTC+3:30 |

| セパハン                              | 3 - 0    | アル・ナスル |
| スカジュ 22分, 81分 · エブラヒミ 87分 | レポート |              |

| フーラードシャフル・スタジアム, フーラードシャフル 観客数: 5,700人 主審: 西村雄一 |

| 2013年2月27日 20:30 UTC+3 |

| アル・アハリ                            | 2 - 0    | アル・ガラファ |
| アル＝バッサース 35分 · シモンス 90+4分 | レポート |                |

| キング・アブドゥッラー・スポーツシティ・スタジアム, ブライダ 観客数: 9,556人 主審: 佐藤隆治 |

| 2013年3月13日 18:15 UTC+3 |

| アル・ガラファ                          | 3 - 1    | セパハン          |
| シセ 16分, 58分 · スィッディーク 90+2分 | レポート | アフマディー 13分 |

| アル・ガラファ・スタジアム, ドーハ 観客数: 5,685人 主審: 李泯厚 |

| 2013年3月13日 20:00 UTC+4 |

| アル・ナスル  | 1 - 2    | アル・アハリ            |
| 森本貴幸 13分 | レポート | アル・ホサニ 17分, 36分 |

| アール・マクトゥーム・スタジアム, ドバイ 観客数: 4,714人 主審: キム・ジョンヒョク |

| 2013年4月2日 20:00 UTC+4 |

| アル・ナスル                              | 2 - 4    | アル・ガラファ                                            |
| ファルダーン 56分 · ブルーノ・セザル 58分 | レポート | シセ 24分 · シャーミー 31分 · ネネ 45+1分 · クアイェ 84分 |

| アール・マクトゥーム・スタジアム, ドバイ 観客数: 5,132人 主審: ベンジャミン・ウィリアムス |

| 2013年4月2日 20:30 UTC+4:30 |

| セパハン                       | 2 - 4    | アル・アハリ                                          |
| スカジュ 3分 · ターレビー 86分 | レポート | シモンス 23分, 65分 · セザル 39分 · アル・ホサニ 46分 |

| ナクシェ・ジャハーン・スタジアム, エスファハーン 観客数: 9,124人 主審: ウラディスラフ・ツェイトリン |

| 2013年4月10日 18:30 UTC+3 |

| アル・ガラファ                                   | 3 - 1    | アル・ナスル  |
| クアイェ 8分 · ネネ 55分 · アッ＝シャマリー 79分 | レポート | 森本貴幸 16分 |

| アル・ガラファ・スタジアム, ドーハ 観客数: 5,121人 主審: アリ・アブドゥルナビ |

| 2013年4月10日 20:45 UTC+3 |

| アル・アハリ                                                             | 4 - 1    | セパハン          |
| アル＝バッサース 44分, 62分 · セザル 68分 (pen.) · アル＝ハミース 90+1分 | レポート | ダロヴィッチ 82分 |

| キング・アブドゥッラー・スポーツシティ・スタジアム, ブライダ 観客数: 11,158人 主審: ストレバー・デロフスキー |

| 2013年4月23日 18:30 UTC+3 |

| アル・ガラファ              | 2 - 2    | アル・アハリ                      |
| アレックス 24分 · シセ 54分 | レポート | アル・ホスニ 31分 · パロミノ 68分 |

| アル・ガラファ・スタジアム, ドーハ 観客数: 4,551人 主審: ヴァレンティン・コヴァレンコ |

| 2013年4月23日 20:00 UTC+4 |

| アル・ナスル    | 1 - 2    | セパハン                              |
| ムハンマド 71分 | レポート | ジャロヴィッチ 29分 · ゴラーミー 79分 |

| アール・マクトゥーム・スタジアム, ドバイ 観客数: 400人 主審: アブドゥッラー・アル・ヒラリ |

| 2013年4月30日 20:30 UTC+4:30 |

| セパハン                                                          | 3 - 1    | アル・ガラファ      |
| ジャハーン・アーリヤーン 11分 · ゴラーミー 48分 · ハラトバリ 55分 | レポート | スィッディーク 44分 |

| ナクシェ・ジャハーン・スタジアム, エスファハーン 観客数: 1,200人 主審: 飯田淳平 |

| 2013年4月30日 21:00 UTC+3 |

| アル・アハリ                                      | 2 - 2    | アル・ナスル                               |
| バクシュウィン 7分 (pen.) · アル＝ジャーシム 77分 | レポート | レオ・リマ 23分 (pen.) · マーラッラー 54分 |

| キング・アブドゥッラー・スポーツシティ・スタジアム, ブライダ 観客数: 1,730人 主審: 譚海 |

#### グループD
| チーム         | 試 | 勝 | 分 | 敗 | 得 | 失 | 差 | 点 |
| -------------- | -- | -- | -- | -- | -- | -- | -- | -- |
| エステグラル   | 6  | 4  | 1  | 1  | 11 | 5  | +6 | 13 |
| アル・ヒラル   | 6  | 4  | 0  | 2  | 10 | 6  | +4 | 12 |
| アル・アイン   | 6  | 2  | 0  | 4  | 6  | 9  | −3 | 6  |
| アル・ラーヤン | 6  | 1  | 1  | 4  | 7  | 14 | −7 | 4  |

| 2013年2月27日 19:15 UTC+4 |

| アル・アイン                                                | 3 - 1    | アル・ヒラル       |
| アブドゥッラフマーン 27分 · アレックス 46分 · ギャン 90+2分 | レポート | アッ＝ズーリー 9分 |

| タハヌーン・ビン・モハメド・スタジアム, アル・アイン 観客数: 8,819人 主審: ピーター・グリーン |

| 2013年2月27日 18:20 UTC+3 |

| アル・ラーヤン                                                      | 3 - 3    | エステグラル                                             |
| タバタ 37分 (pen.) · オムラーンザーデ 58分 (o.g.) · ニウマール 87分 | レポート | サミュエル 27分 · ボルハニ 45+1分 · ネクナム 86分 (pen.) |

| アフメド・ビン＝アリー・スタジアム, アル・ラーヤン 観客数: 5,026人 主審: ベンジャミン・ウィリアムス |

| 2013年3月13日 19:00 UTC+3:30 |

| エステグラル                        | 2 - 0    | アル・アイン |
| サミュエル 64分 · マジーディー 73分 | レポート |              |

| アザディ・スタジアム, テヘラン 観客数: 21,330人 主審: ヴァレンティン・コヴァレンコ |

| 2013年3月13日 20:35 UTC+3 |

| アル・ヒラル                                        | 3 - 1    | アル・ラーヤン      |
| アル＝カフタニ 57分, 74分 · アル＝シャルフーブ 88分 | レポート | イスマーイール 86分 |

| プリンス・ファイサル・ビン・ファハド・スタジアム, リヤド 観客数: 11,090人 主審: アブドゥッラー・アル・ヒラリ |

| 2013年4月3日 19:30 UTC+4 |

| アル・アイン                  | 2 - 1    | アル・ラーヤン  |
| エココ 34分 · アレックス 70分 | レポート | ニウマール 32分 |

| タハヌーン・ビン・モハメド・スタジアム, アル・アイン 観客数: 8,102人 主審: 佐藤隆治 |

| 2013年4月3日 20:40 UTC+3 |

| アル・ヒラル          | 1 - 2    | エステグラル                    |
| アッ＝ドーサリー 68分 | レポート | モンタゼリ 80分 · ボルハニ 86分 |

| プリンス・ファイサル・ビン・ファハド・スタジアム, リヤド 観客数: 11,475人 主審: ナワフ・シュクララ |

| 2013年4月9日 18:40 UTC+3 |

| アル・ラーヤン                        | 2 - 1    | アル・アイン  |
| ニウマール 59分 · アル＝マッリー 86分 | レポート | アフマド 78分 |

| アフメド・ビン＝アリー・スタジアム, アル・ラーヤン 観客数: 2,000人 主審: キム・ジョンヒョク |

| 2013年4月9日 21:00 UTC+4:30 |

| エステグラル | 0 - 1    | アル・ヒラル        |
|              | レポート | アル＝アービド 35分 |

| アザディ・スタジアム, テヘラン 観客数: 80,300人 主審: マリク・アブドゥル・バシール |

| 2013年4月23日 21:00 UTC+4:30 |

| エステグラル                                            | 3 - 0    | アル・ラーヤン |
| マジーディー 45分 · ベイクザーデ 73分 · ボルハニ 90+1分 | レポート |                |

| アザディ・スタジアム, テヘラン 観客数: 28,330人 主審: アンドレ・アル・ハッダード |

| 2013年4月23日 20:50 UTC+3 |

| アル・ヒラル                         | 2 - 0    | アル・アイン |
| アッ＝ドーサリー 4分 · シウヴァ 24分 | レポート |              |

| プリンス・ファイサル・ビン・ファハド・スタジアム, リヤド 観客数: 13,067人 主審: ウラディスラフ・ツェイトリン |

| 2013年4月30日 19:50 UTC+4 |

| アル・アイン | 0 - 1    | エステグラル         |
|              | レポート | ネクナム 80分 (pen.) |

| タハヌーン・ビン・モハメド・スタジアム, アル・アイン 観客数: 4,173人 主審: 當麻政明 |

| 2013年4月30日 18:50 UTC+3 |

| アル・ラーヤン | 0 - 2    | アル・ヒラル                              |
|                | レポート | アル＝アービド 78分 · アル＝ハリティ 83分 |

| アフメド・ビン＝アリー・スタジアム, アル・ラーヤン 観客数: 5,563人 主審: 東城穣 |

### 東地区

#### グループE
| チーム                   | 試 | 勝 | 分 | 敗 | 得 | 失 | 差 | 点 |
| ------------------------ | -- | -- | -- | -- | -- | -- | -- | -- |
| FCソウル                 | 6  | 3  | 2  | 1  | 11 | 5  | +6 | 11 |
| ブリーラム・ユナイテッド | 6  | 1  | 4  | 1  | 6  | 6  | 0  | 7  |
| 江蘇舜天                 | 6  | 2  | 1  | 3  | 5  | 10 | −5 | 7  |
| ベガルタ仙台             | 6  | 1  | 3  | 2  | 5  | 6  | −1 | 6  |

| 2013年2月26日 19:00 UTC+9 |

| ベガルタ仙台       | 1 - 1    | ブリーラム・ユナイテッド |
| 梁勇基 53分 (pen.) | レポート | オスマル 76分            |

| 仙台スタジアム, 仙台 観客数: 10,206人 主審: 廖國文 |

| 2013年2月26日 19:30 UTC+9 |

| FCソウル                                                               | 5 - 1    | 江蘇舜天    |
| ダミヤノヴィッチ 9分, 65分 · ユン・イルロク 33分, 60分 · モリーナ 87分 | レポート | サリヒ 80分 |

| ソウルワールドカップ競技場, ソウル 観客数: 6,231人 主審: モフセン・トーキー |

| 2013年3月12日 18:00 UTC+7 |

| ブリーラム・ユナイテッド | 0 - 0    | FCソウル |
|                          | レポート |          |

| ブリーラム・スタジアム, ブリーラム 観客数: 20,271人 主審: マリク・アブドゥル・バシール |

| 2013年3月12日 19:40 UTC+8 |

| 江蘇舜天 | 0 - 0    | ベガルタ仙台 |
|          | レポート |              |

| 南京奥林匹克体育中心, 南京 観客数: 44,785人 主審: アブドゥッラー・バリデー |

| 2013年4月2日 19:30 UTC+9 |

| FCソウル                                       | 2 - 1    | ベガルタ仙台           |
| エスクデロ・セルヒオ 5分 · キム・ジンギュ 22分 | レポート | ウイルソン 87分 (pen.) |

| ソウルワールドカップ競技場, ソウル 観客数: 9,762人 主審: ヴァレンティン・コヴァレンコ |

| 2013年4月2日 19:40 UTC+8 |

| 江蘇舜天                | 2 - 0    | ブリーラム・ユナイテッド |
| 陸博飛 42分 · 孫可 43分 | レポート |                          |

| 南京奥林匹克体育中心, 南京 観客数: 35,756人 主審: アリ・アル・バドワウィ |

| 2013年4月10日 19:00 UTC+9 |

| ベガルタ仙台 | 1 - 0    | FCソウル |
| 柳沢敦 16分  | レポート |          |

| 仙台スタジアム, 仙台 観客数: 8,874人 主審: モハメド・アル・ザルーニ |

| 2013年4月10日 18:00 UTC+7 |

| ブリーラム・ユナイテッド          | 2 - 0    | 江蘇舜天 |
| スチャオ 39分 · シャピュイス 63分 | レポート |          |

| ブリーラム・スタジアム, ブリーラム 観客数: 18,083人 主審: アブドゥルラフマン・アブドゥ |

| 2013年4月24日 18:00 UTC+7 |

| ブリーラム・ユナイテッド | 1 - 1    | ベガルタ仙台    |
| オスマル 53分            | レポート | 中原貴之 90+3分 |

| ブリーラム・スタジアム, ブリーラム 観客数: 19,237人 主審: アリ・アブドゥルナビ |

| 2013年4月24日 19:40 UTC+8 |

| 江蘇舜天 | 0 - 2    | FCソウル                                  |
|          | レポート | コ・ミョンジン 32分 · ユン・イルロク 72分 |

| 南京奥林匹克体育中心, 南京 観客数: 33,587人 主審: マリク・アブドゥル・バシール |

| 2013年5月1日 19:30 UTC+9 |

| FCソウル                  | 2 - 2    | ブリーラム・ユナイテッド              |
| 鄭昇勇 55分 · 金賢聖 74分 | レポート | エッカチャイ 56分 · ティーラトン 75分 |

| ソウルワールドカップ競技場, ソウル 観客数: 7,561人 主審: アリレザ・ファガニー |

| 2013年5月1日 19:30 UTC+9 |

| ベガルタ仙台  | 1 - 2    | 江蘇舜天                  |
| 菅井直樹 24分 | レポート | 劉建業 38分 · サリヒ 62分 |

| 仙台スタジアム, 仙台 観客数: 11,241人 主審: ラフシャン・イルマトフ |

#### グループF
| チーム                   | 試 | 勝 | 分 | 敗 | 得 | 失 | 差  | 点 |
| ------------------------ | -- | -- | -- | -- | -- | -- | --- | -- |
| 広州恒大                 | 6  | 3  | 2  | 1  | 14 | 5  | +9  | 11 |
| 全北現代モータース       | 6  | 2  | 4  | 0  | 10 | 6  | +4  | 10 |
| 浦和レッズ               | 6  | 3  | 1  | 2  | 11 | 11 | 0   | 10 |
| ムアントン・ユナイテッド | 6  | 0  | 1  | 5  | 4  | 17 | −13 | 1  |

| 2013年2月26日 20:00 UTC+8 |

| 広州恒大                                             | 3 - 0    | 浦和レッズ |
| バリオス 16分 · ムリキ 65分 · 鈴木啓太 90+1分 (o.g.) | レポート |            |

| 天河体育中心体育場, 広州 観客数: 39,876人 主審: バンジャル・アッ＝ドーサリー |

| 2013年2月26日 19:00 UTC+7 |

| ムアントン・ユナイテッド                       | 2 - 2    | 全北現代モータース                    |
| ジュロヴスキー 45分 (pen.) · キム・ユジン 89分 | レポート | イ・ドングク 6分 (pen.) · オリス 78分 |

| サンダードーム・スタジアム, ノンタブリー 観客数: 10,317人 主審: アリレザ・ファガニー |

| 2013年3月12日 19:00 UTC+9 |

| 全北現代モータース  | 1 - 1    | 広州恒大    |
| キム・ジョンウ 28分 | レポート | ムリキ 64分 |

| 全州ワールドカップ競技場, 全州 観客数: 10,949人 主審: ナワフ・シュクララ |

| 2013年3月12日 19:30 UTC+9 |

| 浦和レッズ                                                                    | 4 - 1    | ムアントン・ユナイテッド |
| 柏木陽介 8分 · 関口訓充 65分 · 原口元気 69分 · ノンスリーチャーイ 78分 (o.g.) | レポート | シアカ 90分              |

| 埼玉スタジアム2002, さいたま 観客数: 23,246人 主審: ベンジャミン・ウィリアムス |

| 2013年4月3日 19:30 UTC+9 |

| 浦和レッズ   | 1 - 3    | 全北現代モータース                                    |
| 原口元気 6分 | レポート | イ・スンギ 52分 · イ・ドングク 64分 · エニーニョ 70分 |

| 埼玉スタジアム2002, さいたま 観客数: 22,005人 主審: カリル・アル・ガムディ |

| 2013年4月3日 20:00 UTC+8 |

| 広州恒大                                             | 4 - 0    | ムアントン・ユナイテッド |
| コンカ 51分, 90+1分 (pen.) · ムリキ 58分 · 郜林 83分 | レポート |                          |

| 天河体育中心体育場, 広州 観客数: 39,841人 主審: アブドゥッラー・アル・ヒラリ |

| 2013年4月9日 19:00 UTC+9 |

| 全北現代モータース              | 2 - 2    | 浦和レッズ                |
| エニーニョ 51分 · 徐相民 90+2分 | レポート | 那須大亮 3分 · 梅崎司 7分 |

| 全州ワールドカップ競技場, 全州 観客数: 10,152人 主審: ウラディスラフ・ツェイトリン |

| 2013年4月9日 19:00 UTC+7 |

| ムアントン・ユナイテッド | 1 - 4    | 広州恒大                                    |
| マスク 53分              | レポート | ムリキ 40分, 43分 · 鄭智 56分 · 馮瀟霆 86分 |

| サンダードーム・スタジアム, ノンタブリー 観客数: 10,207人 主審: アンドレ・アル・ハッダード |

| 2013年4月24日 19:00 UTC+9 |

| 全北現代モータース                         | 2 - 0    | ムアントン・ユナイテッド |
| イ・ドングク 56分 (pen.) · パク・ヒド 58分 | レポート |                          |

| 全州ワールドカップ競技場, 全州 観客数: 4,493人 主審: アブドゥッラー・バリデー |

| 2013年4月24日 19:30 UTC+9 |

| 浦和レッズ                                                         | 3 - 2    | 広州恒大                    |
| 興梠慎三 52分 · 阿部勇樹 63分 · マルシオ・リシャルデス 67分 (pen.) | レポート | バリオス 37分 · ムリキ 87分 |

| 埼玉スタジアム2002, さいたま 観客数: 19,687人 主審: モフセン・トーキー |

| 2013年5月1日 20:00 UTC+8 |

| 広州恒大 | 0 - 0    | 全北現代モータース |
|          | レポート |                    |

| 天河体育中心体育場, 広州 観客数: 40,000人 主審: カリル・アル・ガムディ |

| 2013年5月1日 19:00 UTC+7 |

| ムアントン・ユナイテッド | 0 - 1    | 浦和レッズ    |
|                          | レポート | 那須大亮 48分 |

| サンダードーム・スタジアム, ノンタブリー 観客数: 7,348人 主審: アブドゥッラー・ハッサン・モハメド |

#### グループG
| チーム             | 試 | 勝 | 分 | 敗 | 得 | 失 | 差 | 点 |
| ------------------ | -- | -- | -- | -- | -- | -- | -- | -- |
| ブニョドコル       | 6  | 2  | 4  | 0  | 6  | 3  | +3 | 10 |
| 北京国安           | 6  | 2  | 3  | 1  | 4  | 2  | +2 | 9  |
| 浦項スティーラーズ | 6  | 1  | 4  | 1  | 5  | 6  | −1 | 7  |
| サンフレッチェ広島 | 6  | 0  | 3  | 3  | 2  | 6  | −4 | 3  |

| 2013年2月27日 19:00 UTC+9 |

| サンフレッチェ広島 | 0 - 2    | ブニョドコル                      |
|                    | レポート | ピシュチュル 45分 · ムサエフ 86分 |

| 広島広域公園陸上競技場, 広島 観客数: 6,607人 主審: モハメド・アル・ザルーニ |

| 2013年2月27日 19:30 UTC+9 |

| 浦項スティーラーズ | 0 - 0    | 北京国安 |
|                    | レポート |          |

| 浦項スティールヤード, 浦項 観客数: 6,802人 主審: アブドゥッラー・バリデー |

| 2013年3月13日 19:30 UTC+8 |

| 北京国安              | 2 - 1    | サンフレッチェ広島 |
| 郎征 21分 · 朴成 79分 | レポート | 石原直樹 75分      |

| 工人体育場, 北京 観客数: 29,616人 主審: サイード・モザファリーザーデ |

| 2013年3月13日 17:00 UTC+5 |

| ブニョドコル                        | 2 - 2    | 浦項スティーラーズ                      |
| ピシュチュル 15分 · ムルザエフ 90分 | レポート | イ・ミョンジュ 60分 · イ・ガンフン 67分 |

| ブニョドコル・スタジアム, タシュケント 観客数: 5,000人 主審: アリレザ・ファガニー |

| 2013年4月2日 19:00 UTC+9 |

| サンフレッチェ広島 | 0 - 1    | 浦項スティーラーズ  |
|                    | レポート | ペ・チョンソク 18分 |

| 広島広域公園陸上競技場, 広島 観客数: 5,365人 主審: マライ・アル・アワジー |

| 2013年4月2日 17:00 UTC+5 |

| ブニョドコル | 0 - 0    | 北京国安 |
|              | レポート |          |

| ブニョドコル・スタジアム, タシュケント 観客数: 7,520人 主審: アリ・アブドゥルナビ |

| 2013年4月10日 19:30 UTC+9 |

| 浦項スティーラーズ    | 1 - 1    | サンフレッチェ広島 |
| ファン・ジンソン 67分 | レポート | 石原直樹 62分      |

| 浦項スティールヤード, 浦項 観客数: 5,882人 主審: ナゴル・アミル・ヌール・モハメド |

| 2013年4月10日 19:30 UTC+8 |

| 北京国安 | 0 - 1    | ブニョドコル  |
|          | レポート | ムサエフ 32分 |

| 工人体育場, 北京 観客数: 37,811人 主審: マライ・アル・アワジー |

| 2013年4月23日 19:30 UTC+8 |

| 北京国安                  | 2 - 0    | 浦項スティーラーズ |
| ゲロン 47分 · 邵佳一 87分 | レポート |                    |

| 工人体育場, 北京 観客数: 33,205人 主審: モハメド・アル・ザルーニ |

| 2013年4月23日 18:00 UTC+5 |

| ブニョドコル | 0 - 0    | サンフレッチェ広島 |
|              | レポート |                    |

| ブニョドコル・スタジアム, タシュケント 観客数: 8,448人 主審: アブドゥッラー・ハッサン・モハメド |

| 2013年4月30日 19:00 UTC+9 |

| サンフレッチェ広島 | 0 - 0    | 北京国安 |
|                    | レポート |          |

| 広島広域公園陸上競技場, 広島 観客数: 5,719人 主審: アブドゥルラフマン・アブドゥ |

| 2013年4月30日 19:00 UTC+9 |

| 浦項スティーラーズ  | 1 - 1    | ブニョドコル      |
| パク・ソンホ 90+3分 | レポート | ピシュチュル 79分 |

| 浦項スティールヤード, 浦項 観客数: 7,357人 主審: バンジャル・アッ＝ドーサリー |

#### グループH
| チーム                         | 試 | 勝 | 分 | 敗 | 得 | 失 | 差  | 点 |
| ------------------------------ | -- | -- | -- | -- | -- | -- | --- | -- |
| 柏レイソル                     | 6  | 4  | 2  | 0  | 14 | 4  | +10 | 14 |
| セントラルコースト・マリナーズ | 6  | 2  | 1  | 3  | 5  | 9  | −4  | 7  |
| 貴州人和                       | 6  | 1  | 3  | 2  | 6  | 7  | −1  | 6  |
| 水原三星ブルーウィングス       | 6  | 0  | 4  | 2  | 4  | 9  | −5  | 4  |

| 2013年2月27日 19:00 UTC+11 |

| セントラルコースト・マリナーズ | 0 - 0    | 水原三星ブルーウィングス |
|                                | レポート |                          |

| セントラルコースト・スタジアム, ゴスフォード 観客数: 4,529人 主審: アリ・アブドゥルナビ |

| 2013年2月27日 19:30 UTC+8 |

| 貴州人和 | 0 - 1    | 柏レイソル    |
|          | レポート | クレオ 45+1分 |

| 貴陽奥林匹克体育中心体育場, 貴陽 観客数: 28,411人 主審: カリル・アル・ガムディ |

| 2013年3月13日 19:00 UTC+9 |

| 柏レイソル                                        | 3 - 1    | セントラルコースト・マリナーズ |
| レアンドロ・ドミンゲス 21分, 88分 · 狩野健太 67分 | レポート | ズワンズワイク 8分             |

| 日立柏サッカー場, 柏 観客数: 6,472人 主審: アリ・アル・バドワウィ |

| 2013年3月13日 19:30 UTC+9 |

| 水原三星ブルーウィングス | 0 - 0    | 貴州人和 |
|                          | レポート |          |

| 水原ワールドカップ競技場, 水原 観客数: 5,553人 主審: モハメド・アル＝ザルーニ |

| 2013年4月3日 19:00 UTC+11 |

| セントラルコースト・マリナーズ      | 2 - 1    | 貴州人和             |
| ボジッチ 50分 · セインズベリー 80分 | レポート | ライアン 71分 (o.g.) |

| セントラルコースト・スタジアム, ゴスフォード 観客数: 3,518人 主審: アブドゥッラー・バリデー |

| 2013年4月3日 19:30 UTC+9 |

| 水原三星ブルーウィングス               | 2 - 6    | 柏レイソル                                                        |
| チェ・ジェス 51分 · ステボ 73分 (pen.) | レポート | 田中順也 15分, 67分 · 栗澤僚一 50分, 74分 · 工藤壮人 55分, 90+3分 |

| 水原ワールドカップ競技場, 水原 観客数: 7,845人 主審: モフセン・トーキー |

| 2013年4月9日 19:00 UTC+9 |

| 柏レイソル | 0 - 0    | 水原三星ブルーウィングス |
|            | レポート |                          |

| 日立柏サッカー場, 柏 観客数: 7,269人 主審: バンジャル・アッ＝ドーサリー |

| 2013年4月9日 19:30 UTC+8 |

| 貴州人和                          | 2 - 1    | セントラルコースト・マリナーズ |
| ムスリモヴィッチ 83分 · 曲波 85分 | レポート | デューク 42分 (pen.)           |

| 貴陽奥林匹克体育中心体育場, 貴陽 観客数: 18,988人 主審: アブドゥッラー・ハッサン・モハメド |

| 2013年4月23日 19:00 UTC+9 |

| 柏レイソル    | 1 - 1    | 貴州人和  |
| 増嶋竜也 50分 | レポート | 李凱 85分 |

| 日立柏サッカー場, 柏 観客数: 6,083人 主審: サイード・モザファリーザーデ |

| 2013年4月23日 19:30 UTC+9 |

| 水原三星ブルーウィングス | 0 - 1    | セントラルコースト・マリナーズ |
|                          | レポート | マグリンチィ 80分              |

| 水原ワールドカップ競技場, 水原 観客数: 3,120人 主審: マライ・アル・アワジー |

| 2013年4月30日 20:30 UTC+10 |

| セントラルコースト・マリナーズ | 0 - 3    | 柏レイソル                                                |
|                                | レポート | 工藤壮人 59分 · クレオ 79分 · レアンドロ・ドミンゲス 85分 |

| セントラルコースト・スタジアム, ゴスフォード 観客数: 7,623人 主審: ヴァレンティン・コヴァレンコ |

| 2013年4月30日 18:30 UTC+8 |

| 貴州人和                  | 2 - 2    | 水原三星ブルーウィングス                      |
| 孫継海 45分 · 張成林 86分 | レポート | イ・ジョンミン 35分 · クォン・チャンフン 55分 |

| 貴陽奥林匹克体育中心体育場, 貴陽 観客数: 28,000人 主審: ナワフ・シュクララ |